# Metu Zuria
Pour la ville, voir Metu (Éthiopie).
Metu Zuria est un woreda de l'ouest de l'Éthiopie situé dans la zone Illubabor de la région Oromia. Woreda rural entourant le chef-lieu de la zone, il a 61 954 habitants en 2007.

## Origine et nom
Metu Zuria reprend l'essentiel du territoire de l'ancien woreda Metu à l’exception de la ville de Metu qui est devenue elle-même un woreda au plus tard en 2007.

## Situation
La partie orientale du woreda, située autour de Metu, est desservie par la route Gore-Bedele. Metu Zuria s'étend notamment vers le nord-ouest jusqu'à la zone Kelam Welega.
| Hawa Gelan          | Darimu      | Bilo Nopha |
| Bure                | Metu Zuria, | Hurumu     |
| Huka Halu           | Ale         | Bicho      |
| Enclave : Metu Town |             |            |

## Population
Le woreda compte 61 954 habitants au recensement national de 2007 et sa population est entièrement rurale.
Près de 41 % des habitants % sont protestants, 30 % sont orthodoxes et 29 % sont musulmans.
En 2022, sa population est estimée à 86 615 personnes avec une densité de population de 115 personnes par km2 et 753 km2 de superficie.